# MTV News
MTV News est la chaîne de télévision dédiée aux informations du groupe MTV.

## Reporteurs de MTV News USA
- Sway Calloway
- Liz Hernandez
- Tim Kash
- Kurt Loder
- John Norris
- Kim Stolz